# Maria Bethânia
 (août 2009).
Si vous disposez d'ouvrages ou d'articles de référence ou si vous connaissez des sites web de qualité traitant du thème abordé ici, merci de compléter l'article en donnant les références utiles à sa vérifiabilité et en les liant à la section « Notes et références ».
Maria Bethânia, de son vrai nom Maria Bethânia Teles Veloso (née le 18 juillet 1946 à Santo Amaro, dans l'État de Bahia), est une chanteuse brésilienne, deuxième artiste en matière de ventes de disques au Brésil, la première dans le style MPB, avec 26 millions d'exemplaires. Elle a pour surnom « Abelha-rainha » (Reine des abeilles) à cause du premier vers de la chanson qui donne le nom au LP Mel (en français : « Miel ») sorti en 1979.
Elle est considérée par beaucoup de brésiliens comme l'une des plus grandes chanteuses de l'histoire du Brésil. Elle est la sœur du chanteur-compositeur Caetano Veloso et de l'écrivain-poète Mabel Veloso.

## Biographie

### Jeunesse et débuts

Maria en 1972.

Née à Santo Amaro, dans l'État de Bahia, elle est la sixième fille de José Teles Veloso (Seu Zezinho), fonctionnaire de la poste brésilienne, et de Claudionor Viana. Elle est la sœur de Mabel Velloso et de Caetano Veloso, et tante de la chanteuse Belô Velloso et de Jota Velloso. C'est son frère Caetano qui choisit son nom inspiré d'une chanson célèbre à cette époque, la valse Maria Betânia, du compositeur Capiba, un succès du chanteur Nélson Gonçalves,,,,,.
Maria Bethânia est devenue l'une des principales interprètes de la musique brésilienne, tout comme Caetano, un des plus grands chanteurs et compositeurs brésiliens contemporains, connu mondialement. Bethânia est née dans la ville de Santo Amaro da Purificação (désormais Santo Amaro) et, du fait d'avoir vécu avec la religion catholique avec des influences du Candomblé, elle est adepte de plusieurs saints.
Désormais considérée comme la plus grande interprète de sa génération, avec Elis Regina, Maria Bethânia rêvait pendant son enfance d'être actrice, mais son don pour la musique était plus grand. Elle participa dans sa jeunesse à des spectacles semi-amateurs en compagnie de Tom Zé, Gal Costa, Caetano Veloso et Gilberto Gil. En 1960, elle part à Salvador où elle a l'intention de terminer ses études et où elle fréquente alors le milieu artistique, accompagnant son frère Caetano. En 1963, elle est prise comme chanteuse dans la pièce Boca de Ouro de Nelson Rodrigues. L'année suivante, elle participe à plusieurs spectacles comme Nós por Exemplo, Mora na Filosofia et Nova Bossa Velha, Velha Bossa Nova, aux côtés de son frère et de Gilberto Gil, alors compositeurs et chanteurs débutants, et également Gal Costa.
C'est le 13 février 1965 que démarre véritablement la carrière de Maria Bethânia, quand elle remplace la chanteuse Nara Leão dans le spectacle Opinião, car celle-ci avait des problèmes de santé. Cette même année, elle rejoint la maison de disques RCA (devenue BMG puis Sony BMG) et enregistre son premier album qui sera lancé en juin de cette année. Son premier succès auprès du public et de la critique est une chanson militante, Carcará. Parmi les autres musiques du disque on peut citer Mora na filosofia, Andaluzia, Feitio de oração et Sol negro, la dernière étant un duo avec Gal Costa (qui utilisait encore à l'époque le nom de scène Maria da Graça). Elle sort ensuite un triple album, Maria Bethânia canta Noel Rosa qui contient les chansons Três apitos, Pra que mentir, Pierrô apaixonado, Meu barracão, Último desejo et Silêncio de um minuto, de Noel Rosa, accompagnées uniquement par la guitare de Carlos Castilho. En 1966, après un retour à Bahia pour une courte période, elle participe aux spectacles Arena canta Bahia et Tempo de guerra, tous deux dirigés par Augusto Boal, tout en participant à des festivals. à São Paulo et à Rio de Janeiro elle se produit dans des théâtres et des salles de spectacles nocturnes, devenant alors nationalement connue.
Sa carrière se relance lorsqu'elle remplace en 1970 la chanteuse Maria Creuza dans le trio dirigé par Vinicius de Moraes avec le guitariste Toquinho. Elle enregistre avec eux un album mythique, prolongement d'un concert donné à La Fusa (Mar del Plata) en juillet de cette même année (Vinicius + Bethânia + Toquinho en Buenos Aires). Elle y interprète des compositions de Vinicius  Viramundo (repris ensuite par Claude Nougaro), Apelo, O Que Tinha De Ser et O Dia Da Criação, ainsi que É de Manhã, composé par son frère Caetano. Sur la pochette du vinyle, Vinicius décrit sa voix comme « chaude et qui craque comme des brindilles dans un feu de bois »[réf. souhaitée].

### Doces Bárbaros
Elle est l'instigatrice du groupe Doces Bárbaros auquel elle prend part comme chanteuse et qui lance un disque homonyme enregistré en public aux côtés de Caetano Veloso, Gilberto Gil et Gal Costa. Le disque est considéré comme une grande œuvre, cependant, à sa sortie en 1976 il est durement critiqué. Doces Bárbaros était un groupe hippie typique des années 1970 et au fil des années leur musique a été utilisée comme thème du film Os Doces Bárbaros dirigé par Jom Tob Azulay en 1976, comme chanson annuelle de l'École de samba Estação Primeira de Mangueira en 1994 avec la chanson Atrás da verde-e-rosa só não vai quem já morreu, dans le Trio elétrico du carnaval de Salvaldor, dans des spectacles sur la plage de Copacabana et lors d'une représentation pour la Reine d'Angleterre. À propos de cette rencontre, Caetano Veloso a écrit : « Moi, Gil et Gal nous pouvons discuter des attitudes et des postures, mais avec Betânia il y a toujours un respect aristocratique que le rythme de son comportement exige. Et nous sommes toujours en train d'apprendre d'elle quelque chose de cette majesté ».
À l'origine, le disque avait été enregistré en studio, mais à la suite d'une suggestion de Gal et de Bethânia, ce fut le concert qui a été enregistré en disque. Cependant quatre des chansons ont été enregistrées peu de temps avant en studio pour l'album : Esotérico, Chuckberry fields forever, São João Xangô Menino et O seu amor. Les copies de ces enregistrements sont rares.

### DeMelàMaria e Memória da Pele(1979–1989)
Depuis les années 1960, où apparaissent les émissions spéciales de Festival de musique populaire brésilienne (sur TV Record) jusqu'aux années 1980, la télévision brésilienne fut marquée par le succès des concerts retransmis, qui présentaient les nouveaux talents, enregistrant des records d'audience.
Maria Bethânia participe à l'émission Mulher 80 (sur Rede Globo), un de ces moments marquants de la télévision. Le programme contenait une série d'interviews et de chansons dont le thème était la femme et la discussion du rôle féminin dans la société d'alors, abordant cette thématique dans le contexte de la musique nationale avec une majorité de voix féminines, telles que Elis Regina, Fafá de Belém, Marina Lima, Simone Bittencourt de Oliveira, Rita Lee, Joanna, Zezé Motta, Gal Costa, Maria Bethânia et la participation spéciale des actrices Regina Duarte et Narjara Turetta, qui jouaient dans la série Malu Mulher.
Faisant également partie du mouvement engagé de la post-dictature et du féminisme elle chanta, bien qu'avec une participation individuelle limitée, dans le cœur de la version brésilienne de We Are the World, le succès américain qui rassembla des voix et leva des fonds pour l'Afrique ou l'USA for Africa. Le projet Nordeste Já de 1985 embrasse la cause de la sècheresse nordestine, unissant 155 voix dans un disque, de création collective, avec les chansons Chega de Mágoa et Seca d'Água. Reconnu pour les bonnes interprétations individuelles, il fut cependant critiqué pour le manque d'harmonie des voix et pour le fait que chacune d'elles était accompagné par le chœur.
Elle est la première chanteuse brésilienne à vendre plus d'un million d'exemplaires d'un même disque : Alibi, sorti en 1978, avec la participation de la musicienne de samba Alcione et de Gal Costa dans les chansons O meu amor et Sonho meu. Le succès se répète avec ses deux albums suivants, Mel et Talismã (1980) qui atteignirent également un nombre important de ventes (le dernier, comptant la participation de Caetano Veloso et Gilberto Gil sur la chanson Alguém me avisou, monta à 700 000 copies vendues en deux semaines[réf. nécessaire]). Commence alors une innovation dans le genre acoustique avec les deux albums suivants, Ciclo (1983) et A Beira do Mar (1984), contrastant totalement avec la sonorité de l'époque, les productions commerciales, avec les arrangements et le jeu au clavier de Lincoln Olivetti, et n'ayant plus l'appellation populaire. Pour le premier, considéré par l'artiste comme le meilleur de toute sa carrière, les erreurs de diffusion ont compromis son succès. Fogueira en a été l'unique chanson connue ; elle fut utilisée dans la bande son de la telenovela Transas e caretas de Lauro César Muniz. Le disque, qui reçoit les éloges de la critique spécialisée et une réaction mitigée par le grand public[réf. souhaitée], présentait un répertoire de onze chansons dont neuf étaient inédites, les deux autres étant des ré-enregistrements (Rio de Janeiro - Isto é o meu Brasil et Ela disse-me-assim).
Dans le LP A Beira e o Mar, provenant du spectacle A hora da estrela dont le titre est celui du livre de Clarice Lispector, le répertoire mélange des chansons inédites et ré-enregistrées (Na primeira manhã, Nossos momentos, ABC do Sertão, Somos iguais et Sonho impossível – cette dernière étant enregistrée pour la troisième fois, après les albums A cena muda et Chico Buarque e Maria Bethânia - ao vivo et l'étant trois ans plus tard encore dans CD Imitação da vida). Il n'est pas non plus beaucoup distribué. Il est publié par PolyGram (devenu plus tard Universal Music), avec qui elle signa un contrat dès 1971 avec l'album Maria Bethânia Viana Teles Veloso - A Tua Presença, un succès public et critique.
Elle ne revient à PolyGram que cinq ans plus tard avec Memória da Pele. Pendant cet intervalle de temps elle fait un bref passage chez l'éditeur RCA avec lequel elle signa un contrat pour l'enregistrement de trois disques, mais seulement deux sont enregistrés : Dezembros et Maria, lancés respectivement en 1986 et en 1988. L'interprétation d'anthologie de Na primeira manhã surprend Milton Nascimento et l'inspire pour écrire, avec Fernando Brant, la chanson Canções e momentos enregistrée pour l'album Dezembros dans lequel il chante également. Les chansons Anos dourados, Gostoso demais et Errei sim de cet album eurent également du succès.
L'album Maria, provenant du spectacle homonyme dirigé par Fauzi Arap l'année précédente, est fait avec la participation de Gal Costa (dans O ciúme, accompagnée seulement par le synthétiseur de Benoit Corboz qui a fait l'arrangement de la chanson) et deux participants internationaux : le groupe sud africain Ladysmith Black Mambazo (sur la première piste, A terra tremeu/Ofá) et l'actrice Jeanne Moreau (dans Poema dos olhos da amada où elle déclame une version en français du poème de Vinícius de Moraes). S'il n'y avait pas eu l'utilisation des ballades Tá combinado et Verdades e mentiras dans les bandes son des telenovelas Vale tudo et Fera radical respectivement, l'album aurait été l'un des plus « anti-commerciaux » de sa carrière jusque-là, car il était totalement acoustique, à l'époque de l'ascension de la musique populaire sertaneja et de l'avènement de la lambada.

### De25 AnosàÂmbar e A Força que Nunca Seca(1990–1999)
En 1990, Bethânia fête ses 25 ans de carrière avec le LP 25 Anos, dont le répertoire, essentiellement brésilien, évoque diverses cultures de ce pays, avec des chansons célèbres ou peu connues, des ré-enregistrements ou des inédites. Le disque compte avec la participation spéciale de beaucoup de chanteurs et musiciens, parmi lesquels Gal Costa, Alcione, João Gilberto, Egberto Gismonti, Nina Simone, et l'orchestre de cordes et de batterie de l'école de samba GRES Estação Primeira de Mangueira dirigé par Mestre Taranta qui participe deux fois au disque, sur la première piste sur un texte de Mário de Andrade avec la musique O canto do pajé puis sur la dernière piste, Palavra qui à la fin fait une citation musicale de la célèbre chanson de Chico Buarque Apesar de você.
Deux pistes du disque eurent du succès, les chansons régionalistes Tocando em frente et Flor de ir embora, qui sont utilisées dans les telenovelas rurales Pantanal et A história de Ana Raio e Zé Trovão, respectivement, sur la chaîne aujourd'hui disparue Rede Manchete.
Le fait d'enregistrer des disques en acoustique se répétant dans l'album suivant, Olho d'Água, sorti en 1992, qui n'eut pas une grande répercussion à cause du manque de diffusion de la part de l'éditeur. Seule la chanson régionaliste Além da última estrela fut rendue célèbre en étant utilisée dans la bande son de la telenovela Renascer de Benedito Ruy Barbosa sortie l'année suivantes. L'album se distingue aussi par sa religiosité (Ilumina, Medalha de São Jorge, Louvação a Oxum, Rainha negra et Búzio), s'ouvrant et se fermant sur un extrait de la musique Sodade meu bem sodade de Zé do Norte.
Le succès en matière de ventes revient en 1993 avec l'album As canções que você fez pra mim, composé de chansons toutes écrites par Roberto Carlos et Erasmo Carlos, qui eut plus d'un million d'exemplaires vendus et dont une partie (sept des onze chansons) fut traduite pour une version espagnole (Las canciones que hiciste para mi). Fera ferida, un des succès de l'album, est devenu le thème d'ouverture de la telenovela du même nom. Você a elle été utilisée dans la telenovela Pátria Minha de Gilberto Braga dont le titre se réfère au célèbre poème de Vinícius de Moraes. Ce disque fut utilisé dans un LP promotionnel pour Coca-Cola.
D'un spectacle, calqué sur ce disque, dirigé par Gabriel Vilela dans la maison Canecão à Rio de Janeiro, sortira le dernier album de Maria Bethânia chez Universal Music : Maria Bethânia ao vivo (1995), dernier à avoir une version vinyle, bien qu'elle souffre du manque d'espace physique avec quatre titres en moins : Fé cega faca amolada, Detalhes, Você não sabe (les deux dernières apparaissant déjà dans l'album écrit par Roberto Carlos) et Reconvexo (enregistré par Bethânia dans l'album Memória da Pele), sont incluses seulement dans le CD. Cet album contient des ré-enregistrements d'anciens succès, mais également donc des chansons de l'album  studio précédent écrit par Roberto Carlos.

### DeMaricotinhaàMar de Sophiae Encanteria(2000–2009)
En 2001, elle quitte les majors et signe chez l'éditeur Biscoito Fino appartenant à Olivia Hime et Kati Almeida Braga. Le disque qui marque son entrée chez cet éditeur est le double-album Maricotinha ao vivo qui commémore ses 35 ans de carrière, dans lequel on trouve des ré-enregistrements de ses anciens succès ainsi que des titres de l'album studio homonyme, dont la plupart des chansons et textes étaient inédits, qui avait été édité chez BMG. Elle sort également avec cet album enregistré en concert son premier DVD.
En 2003, encore chez Biscoito Fino, elle lance le label  Quitanda (le 23 septembre) pour enregistrer des disques sous un nom moins commercial et lancer des artistes qu'elle admire comme Mart'Nália et Dona Edith do Prato. Parallèlement, elle sort l'album Cânticos, preces, súplicas à Senhora dos Jardins do Céu qui n'est d'abord commercialisé et distribué que pour lever des fonds pour la restauration du centre historique de sa ville natale en hommage à la Sainte Marie. La chanteuse réaffirme avec cet album sa religiosité, présente dans presque toutes ses œuvres.
Bethânia agit également en tant que directrice artistique, elle a déjà dirigé plusieurs artistes dont son frère Caetano et Alcione. Elle a également produit l'hommage Namorando a Rosa à la guitariste Rosinha de Valença, morte en 2004, qui avait joué quelque temps à ses côtés et a eu une grande participation dans sa carrière, en dirigeant son spectacle de 1967 Comigo me desavim, et qui enregistra en 1976 l'album Cheiro de mato qui influença grandement Maria Bethânia. Cet album comptait la participation spéciale de plusieurs noms célèbres de musique populaire brésilienne tels que Caetano Veloso, Alcione, Chico Buarque, Bebel Gilberto, Ivone Lara, Délcio Carvalho, Yamandú Costa, Martinho da Vila, Turibio Santos, Miúcha, Joanna, Hermeto Paschoal et Bethânia elle-même.
En 2005 est lancé le film documentaire sur sa vie et sa carrière Maria Bethânia, musica é perfume par le cinéaste Georges Gachot qui sera distribué dans le monde entier.
En 2006, elle devient la grande gagnante du prix Tim de la musique où elle obtient trois titres : meilleure chanteuse, meilleur disque (avec Que falta você me fez, un disque en hommage à Vinícius de Moraes) et meilleur DVD (avec Tempo tempo tempo tempo, commémorant ses quarante ans de carrière). Bethânia, connue pour être anti-sociale, surprend en venant à la cérémonie de remise des prix. La même année, les anciens CD et LP qui avaient déjà été réédités en CD mais devenus depuis longtemps introuvables, sont remis sur les rayons cette fois avec leur livret complet (l'édition antérieure les avaient réduits), contenant en plus les paroles de toutes les chansons (ce que ne contenait pas la version originale) et des textes sur l'histoire de l'album rédigé par le journaliste et critique musical Rodrigo Faour.
en 2006 encore, elle lance deux albums simultanément : Pirata où elle chante les fleuves du Brésil et qui a été considéré par la critique comme une reprise de Brasileirinho lancé trois ans auparavant, et Mar de Sophia où elle chante la mer avec des vers de la poète portugaise Sophia de Mello Breyner Andresen. La tournée de promotion des deux disques fut baptisée Dentro do mar tem rio (dans la mer il y a un fleuve) et a été dirigé par Bia Lessa et mis en scène par Fauzi Arap, fidèle collaborateur de Bethânia.
Elle lance en 2007 chez Biscoito fino le double DVD contenant deux documentaires sur sa vie artistique, Pedrinha de Aruanda et Bethânia Bem de Perto. Le premier est un enregistrement singulier sur l'intimité d'une des plus grandes interprètes brésiliennes de tous les temps ayant pour point de départ la célébration de l'anniversaire en 2006 des 60 ans de la chanteuse célébré lors d'un concert à Salvador et d'une messe à Santo Amaro sa ville natale. Toujours en 2007, elle gagne encore le prix Tim mais en faisant égalité avec Marisa Monte. Bethânia est une nouvelle fois venue à la cérémonie de remise des prix et emporta chez elle les trophées de la meilleure chanteuse, du meilleur disque (Mar de Sophia), meilleur projet graphique (Pirata) et de la meilleure chanson (Beira-mar de l'album Mar de Sophia).
En 2008, elle accompagne la chanteuse cubaine Omara Portuondo dans une tournée au Brésil et ses pays voisins comme l'Argentine et le Chili. Les 4 et 5 avril sont faits les enregistrements du concert en public de Belo Horizonte au Palácio das Artes dirigé par Mário de Aratanha et dont Moogie Canázio fait la production musicale. Il sort alors un DVD et un CD. En 2009, elle lance le DVD Dentro do Mar tem Rio, enregistrement du concert donné les 7 et 8 décembre 2007 à Sao Paulo sous la direction de Andrucha Waddington.

### DeEncanteriaàMeus Quintais(depuis 2010)

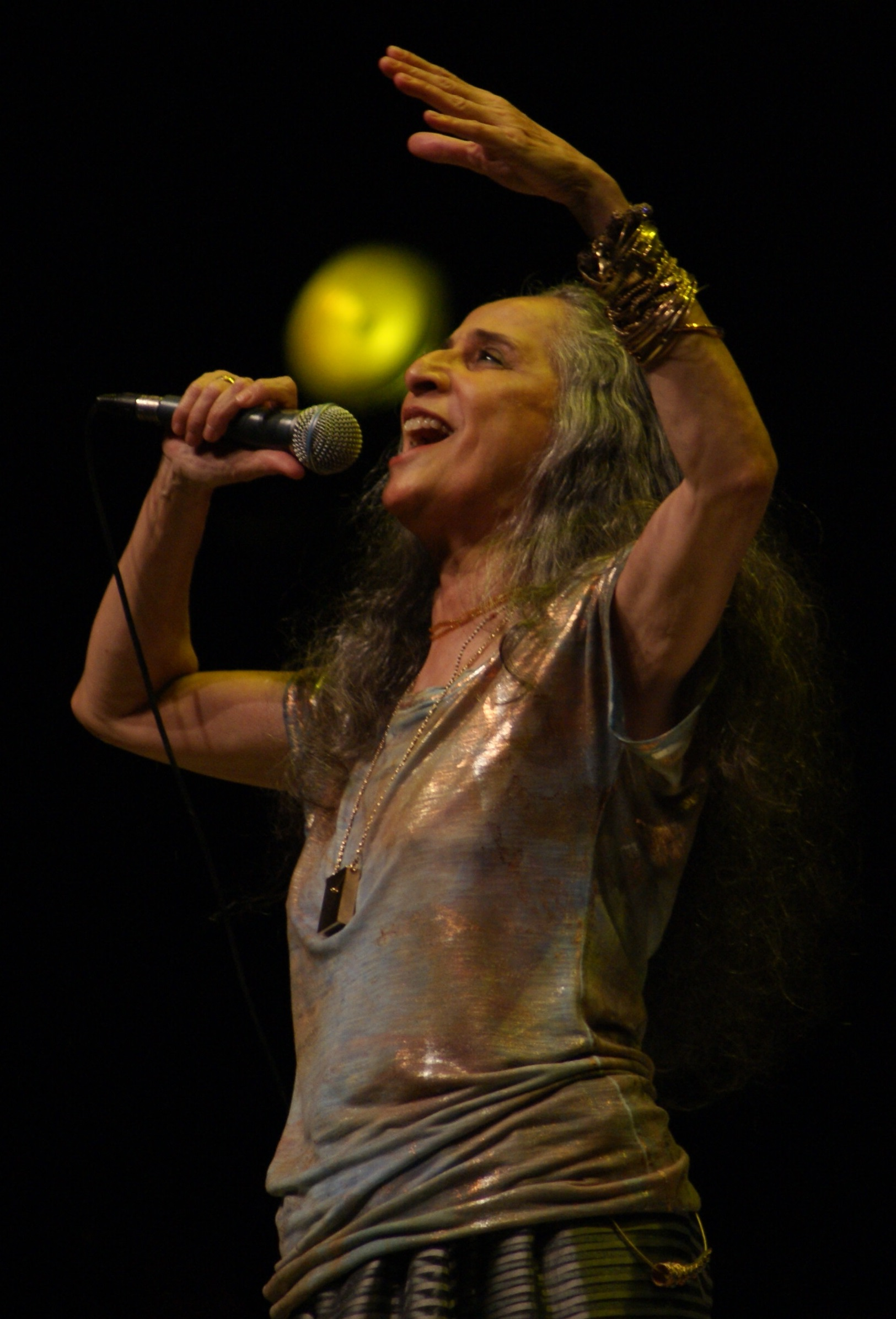
Maria Bethânia pendant la tournée Carta de Amor, en 2012.

En juin 2010, après la brillante tournée Amor, Festa e Devoção et des décennies sans participer à un programme télévisé, Maria Bethânia a rendu hommage à l'auteur-compositeur-interprète Erasmo Carlos lors d'une édition spéciale de l'émission Altas Horas, à l'occasion du 50e anniversaire de la carrière de l'artiste. À cette occasion, elle interprète As Canções que Você Fez pra Mim et Sentado à Beira do Caminho. Le DVD Carta de Amor, sorti en 2013, présente une tournée basée sur l'album Oásis de Bethânia. Le titre du DVD est incorporé dans un poème-chanson écrit par la chanteuse elle-même.
En 2015, Maria Bethânia traverse une période d'hommage constant, promouvant un spectacle pour célébrer un demi-siècle de chant. La tournée Abraçar e Agradecer débute, avec des apparitions de Zélia Duncan, Arlindo Cruz, João Bosco, Camila Pitanga et Lenine. Bethânia, comme d'habitude, récite des poèmes de Clarice Lispector, Waly Salomão et Fernando Pessoa, et cette fois, le chef d'orchestre est le célèbre Jorge Helder. Cette année-là, les quatre Doces Bárbaros célèbrent le 50e anniversaire de leur carrière. Peu après, la tournée commence, célébrant le 50e anniversaire de leur carrière en 2015 avec la 26e tournée des prix de la musique brésilienne. Passant par plusieurs villes, la tournée a été bien accueillie par le public et les critiques,,.

## Style musical et performances
Sa carrière prend après l'album Alibi une ampleur internationale, notamment grâce à des concerts en Europe.
Les concerts de cette artiste sont réputés pour leur originalité, alliant chant et poèmes déclamés. Si ses débuts sont indissociables du tropicalisme, Maria Bethânia a ensuite exploré de nombreuses autres pistes musicales et enregistré une trentaine d'albums. Elle est l'une des principales interprètes de l'œuvre de Chico Buarque, aux côtés duquel elle a enregistré un album live en 1975. En 2008, elle a également enregistré un autre album en duo, cette fois avec la chanteuse cubaine Omara Portuondo.
Maria Bethânia est la seconde artiste féminine en matière de vente de disques au Brésil, derrière Xuxa dont les disques sont pour un public jeune.
Elle a révolutionné la manière de faire des concerts au Brésil, en intercalant les chansons avec des poèmes d'auteurs tels que le poète portugais Fernando Pessoa, Vinícius de Moraes auquel elle a consacré un disque entier en 2005 (Que falta você me faz, album enregistré en 2004 mais lancé seulement l'année suivante en commémoration des 40 ans de carrière et d'amitié avec Vinícius) ou encore Clarice Lispector qui a créé son style propre qui rappelle beaucoup les pièces de théâtre.
Quelques-uns de ses concerts font partie des plus importants de l'histoire de la musique populaire brésilienne, comme Recital na Boite Barroco (1968), celui du premier disque enregistré en public, Maria Bethânia ao vivo (1970), Rosa dos Ventos - o show encantado (1971) produit et dirigé par Fauzi Arap, Drama terceiro ato - luz da noite enregistré en public au Teatro da Praia de Salvador (Bahia) en (1973), A cena muda (la scène change, 1974), enregistré en public au Teatro Casa Grande où elle ne déclama aucun poème ainsi que le titre le suggère et qui est l'un des concerts les plus osés de la carrière de l'artiste, Chico Buarque e Maria Bethânia ao vivo (1975), Maria Bethânia e Caetano Veloso ao vivo (1978) et Nossos momentos enregistré entre le 29 septembre et le 3 octobre 1982 et contenant l'interprétation d'anthologie de Vida et de O que é o que é, cette dernière ayant été lancée par son auteur Gonzaguinha la même année et étant désormais l'un des bis les plus attendus dans les concerts.
Cela explique la présence importante des enregistrements en public dans sa discographie (quatorze au total) parmi lesquels celui enregistré à Mar del Plata (en Argentine) avec Vinícius de Moraes et Toquinho. Maria Bethânia interprète principalement des chansons des compositeurs Chico Buarque, Caetano Veloso, Gilberto Gil, Tom Jobim, Noel Rosa, Gonzaguinha, Roberto Carlos, Vinícius de Moraes, Roberto Mendes, Jorge Portugal et Milton Nascimento. Maria Bethânia est affectueusement appelée par Roberto Carlos minha rainha (ma reine). Le grand nombre de fans a toujours cultivé une rivalité avec ceux de la chanteuse Elis Regina, avec l'éternel débat qui encore aujourd'hui n'a pas de fin sur qui serait la plus grande chanteuse de l'histoire du Brésil. Elis déclara elle que Gal Costa était la plus grande chanteuse du pays. Bethânia, plus réservée, ne s'étant jamais prononcée sur ce débat, se déclare être jusqu'à aujourd'hui fan de Elis, depuis l'entretien dans le journal O Pasquim du 5 septembre 1969 où elle donna la note 10 à sa « rivale ».
En 1999, quand elle réenregistre une chanson qui avait été un succès de Elis, Romaria (de Renato Teixeira), pour le disque A força que nunca seca édité par BMG, Bethânia réaffirme son admiration pour elle. Dans ce disque, dont l'œuvre titre est dédiée à Mãe Cleusa do Gantois, en plus de contenir des chansons inédites et des relectures de classiques (O trenzinho caipira avec une lecture d'extraits du poème O trem de Alagoas de Ferreira Gullar, Luar do sertão/Azulão, Espere por mim morena, Gema), a été critiqué pour l'interprétation de É o amor, originellement chantée par le duo Sertanejo formé par Zezé di Camargo et Luciano. Cette chanson a tout de même été utilisée pour la telenovela Suave Veneno de Aguinaldo Silva sortie la même année.
Il y a de nombreuses œuvres de Maria Bethânia qui sont des références importantes dans l'histoire de la musique populaire du Brésil. Parmi les premières, Maria Bethânia (1969), Drama - anjo exterminado (produit par son frère Caetano en 1972), Pássaro Proibido (1976) qui apporta le premier grand succès sur les ondes de la radio.
Brasileirinho (2003), son premier disque édité sous le label Quitanda, sur lequel la critique et le public est unanime, avec un répertoire essentiellement brésilien évocant diverses cultures de ce pays et contenant des textes de João Guimarães Rosa, Mário de Andrade et Vinícius de Moraes, avec les participations spéciales de l'écrivain Ferreira Gullar, du groupe expérimentale mineiro Grupo Uakti, du groupe formé par des cariocas, des gaúchos et des gens de Santa Catarina, Grupo Tira Poeira, Denise Stocklos, ainsi que les chanteuses Miúcha et Nana Caymmi.

## Discographie
Liste partielle de disques et DVD (plus sur la page officielle de l'artiste).

### Albums studio
- Carcará/De manhã (1965)
- Carcará/No Carnaval/Mora na Filosofia/Só eu sei (1965)
- Maria Bethânia (1965)
- Maria Bethânia canta Noel Rosa (1965)
- Edu e Bethânia (1967)
- Recital na Boite Barroco (1968)
- Maria Bethânia (1969)
- Maria Bethânia - Ao vivo (1970)
- Vinícius + Bethânia + Toquinho (1971)
- A tua presença (1971)
- Rosa dos ventos (1971)
- Quando o carnaval chegar (1972)
- Drama (1972)
- Drama 3º ato (1973)
- Cena muda (1974)
- Chico Buarque e Maria Bethânia (1975)
- Pássaro proibido (1976)
- Pássaro da manhã (1977)
- Maria Bethânia e Caetano Veloso (1978)
- Álibi (1978)
- Mel (1979)
- Talismã (1980)
- Alteza (1981)
- Nossos momentos (1982)
- Ciclo (1983)
- A beira e o mar (1984)
- Dezembros (1987)
- Maria (1988)
- Memória da pele (1989)
- Maria Bethânia - 25 anos (1990)
- Olho-d'água (1992)
- As canções que você fez pra mim (1993)
- Maria Bethânia ao vivo (1995)
- Ambar (1996)
- Imitação da vida (1997)
- Diamante verdadeiro (1999)
- A força que nunca seca (1999)
- Maricotinha (2001)
- Maricotinha ao vivo (2002)
- Cânticos, preces e súplicas á Senhora dos Jardins do Céu (2003)
- Brasileirinho (2003)
- Que falta você me faz (2005)
- Tempo Tempo Tempo Tempo (2005)
- Mar de Sophia (2006)
- Pirata (2006)
- Omara Portuondo e Maria Bethânia (2008)
- Encanteria (2009)
- Tua (2009)

### Avec Doces Bárbaros
- 1976 : Doces Bárbaros (ao vivo)
- 2004 : Outros (Doces) Bárbaros

## Filmographie
- Maria Bethânia, musica é perfume, de Georges Gachot, 2005
- Saravah, film documentaire de Pierre Barouh, 1969

## Distinctions
En 2007, Maria Bethânia triomphe lors de la cinquième édition du prix Tim, distinction de la musique brésilienne, se voyant notamment récompensée dans les catégories meilleure chanteuse, meilleur disque et meilleur projet visuel. En 2008, elle reçoit également le prix Shell, devenant la première interprète à recevoir cette récompense jusque-là réservée aux compositeurs.

### Décorations
- Commandeur de l'ordre de l'Infant Dom Henri (18 août 1997)
- Médaille d'or du mérite des beaux-arts, décernée par le Ministère de la Culture espagnol (2019)[14]